# メルト/イェー・イェー・イエー
「メルト/イェー イェー イエー」（Melt/Yeh Yeh Yeh）は、スパイス・ガールズのメンバー、メラニー・チズムのセカンド・ソロアルバム『リーズン』に収録されている曲。ダブルAサイドのシングルである。ヴァージン・レコードから2003年11月10日にリリースされ、1万枚しか売れず、UKチャート27位にとどまった。メラニーはこの27位という記録に失望し、この曲を最後にヴァージン・レコードと解約し、自らレッド・ガール・レコードというレコード会社を設立した。後にYeh Yeh Yehのみが同年12月23日にヨーロッパで発売され、スペイン・チャートで13位をマークした。

## トラックリスト
- UK

1. "Melt" [アルバム・ヴァージョン] - 3:44
2. "Yeh Yeh Yeh" [ラジオ・ミックス] - 3:43

- UK CD2

1. "Melt" [アルバム・バージョン] - 3:44
2. "Yeh Yeh Yeh" [ラジオ・ミックス] - 3:43
3. "Knocked Out" - 3:50
4. "Yeh Yeh Yeh" [ビデオ] - 3:40

- ヨーロッパ

1. "Yeh Yeh Yeh" [ラジオ・ミックス] - 3:43
2. "Knocked Out" - 3:50
3. "Yeh Yeh Yeh" [上海サプライズ・ミックス] - 7:34

## チャート
| チャート | 順位 |
| -------- | ---- |
| UK       | 27   |
| スペイン | 13   |

| UK トップ200 |    |    |          |     |
| 週           | 01 | 02 | 03       | 04  |
| 順位         | 27 | 56 | ランク外 | 193 |

| スペインTop20 |    |    |
| 週            | 01 | 02 |
| 順位          | 13 | 19 |